# Monastycyzm

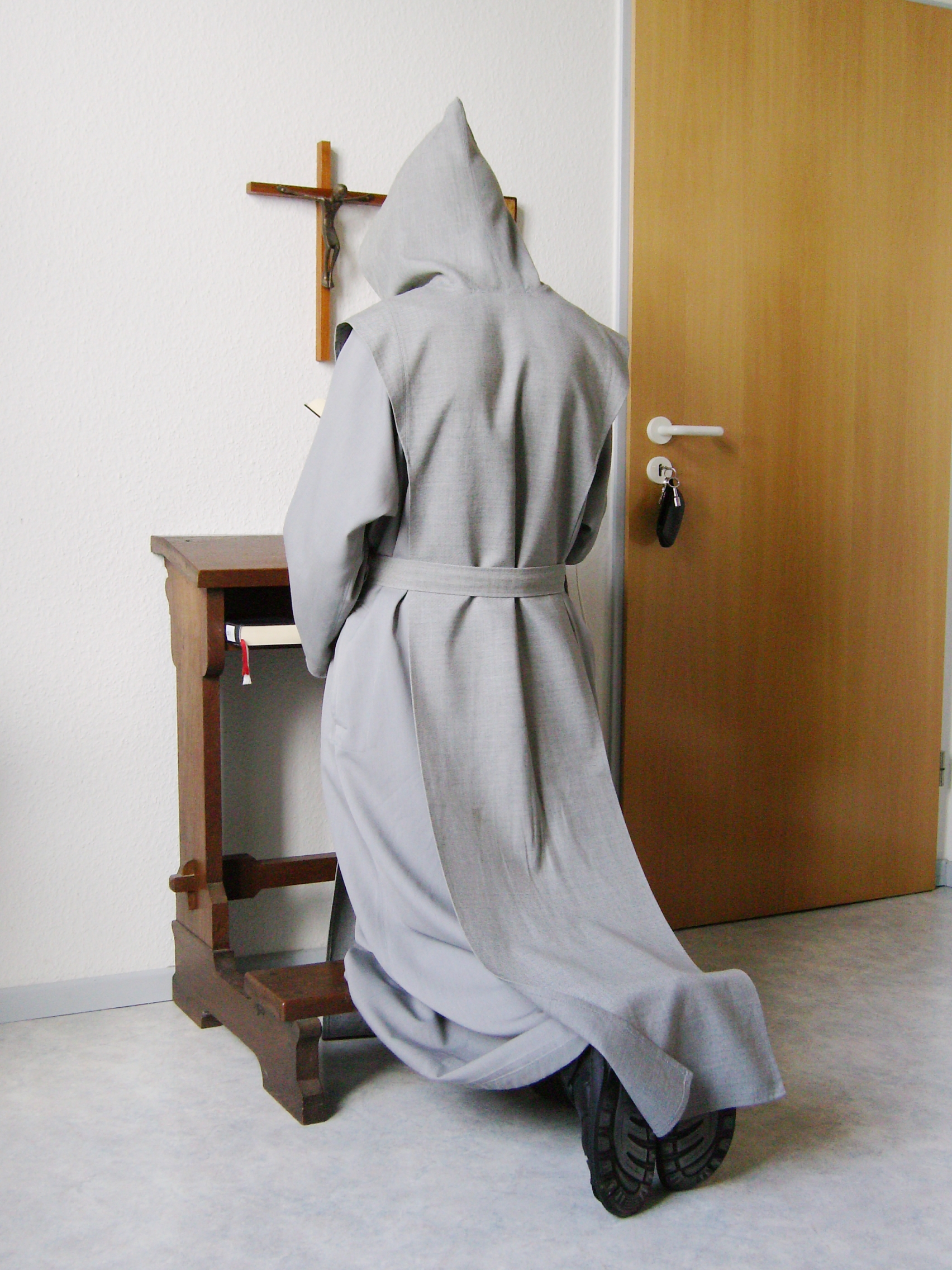

Monastycyzm (z łac. monasticus, od gr. monastērion – cela pustelnika, z monachos – samotny) – forma życia religijnego, której podstawą jest życie zgodne z regułą zakonną, we wspólnocie zakonnej (klasztor);  w chrześcijaństwie, a także m.in. w religiach pogańskich (westalki), w judaizmie (qumrańczycy), w buddyzmie (sangha) i in. 
Monastycyzm ma na celu kult religijny – służbę Bogu czy dążenie do samorealizacji przez czystość duchową, ubóstwo, umartwianie się, modlitwę, kontemplację lub medytację.